# Rhodophthitus roseus
Rhodophthitus roseus là một loài bướm đêm trong họ Geometridae.